# Cmentarz żydowski w Prostkach
Cmentarz żydowski w Prostkach – kirkut został wzmiankowany w 1873 roku. Był położony poza wsią, na wschodnim, piaszczystym brzegu rzeki Ełk, pomiędzy drogą prowadzącą do Długoszy, rzeką i polną drogą biegnącą do historycznego słupa granicznego.
Obecnie po kirkucie nie zachował się żaden materialny ślad. Teren jest obecnie łąką lub piaszczystym nieużytkiem. Jedynie na zdjęciach satelitarnych widoczna jest ciemniejsza barwa piasku na miejscu nekropolii.